# 利斯廷

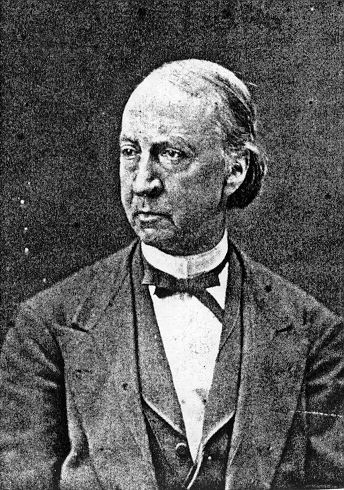
利斯廷

利斯廷（Johann Benedict Listing ，1808年7月25日—1882年12月24日），德国数学家。
生于法兰克福。1830年进入格丁根大学，师从高斯。他与奥古斯特·费迪南德·莫比乌斯各自独立发现了莫比乌斯带的性质。他对大地测量学也感兴趣，提出了大地水准面的概念。